# Phoenix Rising
«Phoenix Rising» — другий студійний альбом гурту Deströyer 666, виданий у 2000 році.

## Опис
| Інформація про композиції | Інформація про композиції                | Інформація про композиції |
| #                         | Назва                                    | Тривалість                |
| ------------------------- | ---------------------------------------- | ------------------------- |
| 1.                        | «Rise of the Predator»                   | 04:05                     |
| 2.                        | «The Last Revelation»                    | 02:25                     |
| 3.                        | «Phoenix Rising»                         | 03:57                     |
| 4.                        | «I Am the Wargod»                        | 07:33                     |
| 5.                        | «The Eternal Glory of War»               | 05:20                     |
| 6.                        | «Lone Wolf Winter»                       | 06:37                     |
| 7.                        | «Ride the Solar Winds» (інструментальна) | 04:52                     |
| 8.                        | «The Birth of Tragedy»                   | 05:19                     |
| 40:08                     |                                          |                           |

## Склад на момент запису
- Warslut — вокал, гітара
- Ян «Shrapnel» Грей — соло
- Філ «Bullit Eater» Грешік — бас, бек-вокал
- Рафаель «Deceiver» Ярро — ударні